# Wiktor Gribanow
Wiktor Aleksiejewicz Gribanow (ros. Виктор Алексеевич Грибанов, ur. 28 lipca 1922 we wsi Bolszaja Pielpachta w obwodzie wołogodzkim, zm. 31 maja 2011 w Wołogdzie) – radziecki działacz partyjny i państwowy, Bohater Pracy Socjalistycznej (1966).

## Życiorys
W 1940 skończył szkołę średnią i został powołany do Armii Czerwonej, w latach 1941–1944 walczył w wojnie ZSRR z Niemcami m.in. jako dowódca baterii, dwukrotnie został ciężko ranny. Po zwolnieniu z armii pracował jako leśniczy, później został funkcjonariuszem partyjnym, był m.in. kierownikiem wydziału wojskowego rejonowego komitetu KPZR i I sekretarzem rejonowego komitetu Komsomołu. W 1949 ukończył Leningradzką Obwodową Szkołę Partyjną, potem był instruktorem, kierownikiem sektora i zastępcą kierownika wydziału Komitetu Obwodowego KPZR w Wołogdzie, w 1958 ukończył Wyższą Szkołę Partyjną przy KC KPZR. W 1958 został I sekretarzem Griazowieckiego Komitetu Rejonowego KPZR, w latach 1963–1966 był I sekretarzem Wołogodzkiego Komitetu Rejonowego KPZR, a od czerwca 1975 do grudnia 1984 przewodniczącym Komitetu Wykonawczego Wołogodzkiej Rady Obwodowej, następnie przeszedł na emeryturę. Był deputowanym do Rady Najwyższej RFSRR 6, 9 i 10 kadencji oraz delegatem na trzy zjazdy KPZR.

## Odznaczenia
- Medal Sierp i Młot Bohatera Pracy Socjalistycznej (22 marca 1966)
- Order Lenina (22 marca 1966)
- Order Wojny Ojczyźnianej I klasy
- Order Czerwonego Sztandaru Pracy (dwukrotnie)
- Order Wojny Ojczyźnianej II klasy
- Order Czerwonej Gwiazdy

I medale.